# 2012年夏季殘疾人奧林匹克運動會田徑女子5000米比賽
2012年夏季殘疾人奧林匹克運動會的女子5000米比賽會由8月31日至9月2日在倫敦奧林匹克體育場舉行，本項目只有1運動級別，並產生1面金牌。

## 賽程
所有時間為英國夏令時間 (UTC+1) 
| 日期    | 時間  | 階段      |
| ------- | ----- | --------- |
| 8月31日 | 10:00 | T54級預賽 |
| 9月2日  | 12:34 | T54級決賽 |

## 外部連結
- 2012年殘奧會田徑比賽時間表（英文）